# Badendorf
Badendorf est une commune allemande du Schleswig-Holstein, située dans le nord-est de l'arrondissement de Stormarn (Kreis Stormarn), à sept kilomètres à l'ouest de la ville de Lübeck. Badendorf fait partie de l'Amt Nordstormarn qui regroupe douze communes autour de Reinfeld (Holstein).